# Cafu
Marcos Evangelista de Moraes (født 7. juni 1970 i São Paulo), bedre kendt som Cafú, er en brasiliansk fodboldspiller.
Cafú er tidligere forsvarsspiller i den italienske storklub AC Milan. Han har spillet flere kampe for Brasilien end nogen anden, med 156 kampe. Han har vundet VM i fodbold to gange, og er den første fodboldspiller, som har spillet tre VM-finaler.
Cafú meddelte i juli 2008, at han ville stoppe karrieren. Men alligevel skiftede han 5 måneder senere til Garforth Town. Her spillede han indtil marts 2009, og stoppede herefter karrieren.

## Meritter
- VM i fodbold:
  - Guld: 1994, 2002
  - Sølv: 1998
- Copa América:
  - Guld: 1997, 1999
- Serie A: 2001 (AS Roma), 2004 (AC Milan)